# Кратир

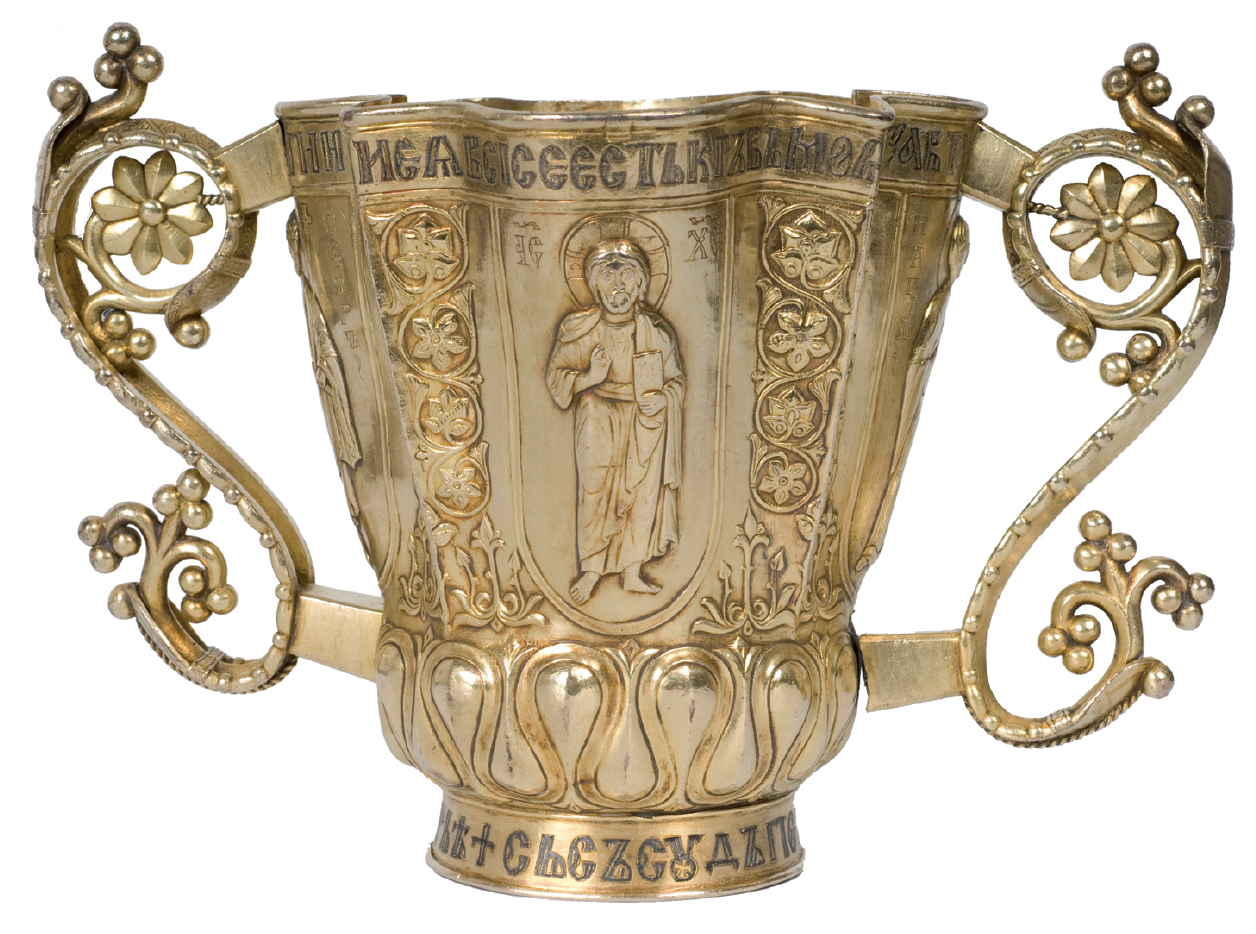
Кратир Косты (Константина) из Софийского собора в Новгороде. Первая четверть XII в. Размеры: 21,5×20.5 см Нахождение: Новгородский государственный историко-архитектурный и художественный музей-заповедник, Инв. № 813.

Крати́р (др.-русск. кратырь, от ср.-греч. κρατήρ) — византийский и древнерусский литургический сосуд, большая чаша с широкой горловиной и двумя ручками по бокам.

## История
Кратиры употреблялись в Древней Греции на совместных трапезах — симпосиях, или сисситиях в Древней Спарте. Чаще всего они называются крате́рами. В них смешивали вино и воду, ведь, как известно, греки не пили цельное вино. Широкая горловина кратера позволяла опускать в него псиктер с охлажденной водой или снегом для охлаждения вина в кратере.
В древности кратиры были только керамическими, позже их стали делать и из металлов.
В эпоху Римской империи эти сосуды не вышли из употребления, но изменили своё назначение. Вместо весёлых пиршеств их стали употреблять первые христиане на трапезах — агапах. Скорее всего, ими продолжали пользоваться наряду с потирами уже как священными сосудами в византийскую эпоху (известны с IV века). На внешнюю поверхность кратира наносились надписи из евангелических текстов, связанных с литургическим действом.
Слово «кратир» неоднократно появляется на страницах греческой Библии.
Насколько часто использовались кратиры в Древней Руси точно не установлено. В XI веке это слово употребляется в смысле чаши в контексте аллегорическом:

 Питие ихъ отъ кратыри истиньныя лозы |Пандекты Антиоха XI век, л. 7. 

## Новгородские кратиры
В настоящее время в России известны два кратира, оба происхождением из Новгорода. Считается, что они являются копиями каких-то византийских образцов. Изготовлены они были новгородскими мастерами для ризницы Софийского собора. В литературе их часто называют евхаристическими (или литургическими) чашами. Они выполнены из серебра с золочением в технике ковки, чеканки, литья, резьбы и черни. Кратирами они названы в первых известных описях (документы 1611-1612 гг.).
Существовал и третий кратир, который был утрачен при разграблении софийской ризницы при митрополите Киприане в 1630-х гг.

## Происхождение новгородских кратиров

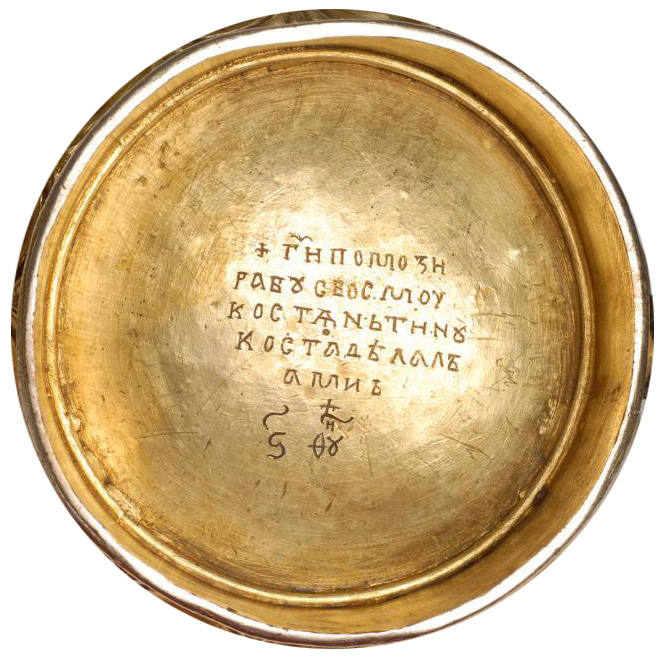
Авторская подпись с молитвой мастера Косты на днище кратира

Историография этих уникальных чаш имеет долгую жизнь (с 1820-х годов) и представлена именами больших ученых. Основные проблемы, которые решала наука были:
1. Проблема оригинала и копии в создании сосудов
2. Проблема идентификации имен во вкладных надписях с известными лицами новгородской истории.

1. П.И. Кеппен, В.К. Мясоедов, и И.А. Стерлигова считали, что кратир Косты предшествовал кратиру Братилы. Б.А. Рыбаков, Г.Н. Бочаров и А.А. Медынцева придерживались обратного мнения. Есть и разные представления относительно датировки памятников. Н.В. Покровский, Мясоедов и Стерлигова относят кратиры к XI-1-й трети XII в. А.И. Некрасов, Рыбаков и Медынцева – к 1-й трети или 2-й четверти XII в. Бочаров относил кратир Косты ко 2-й половине XII века.

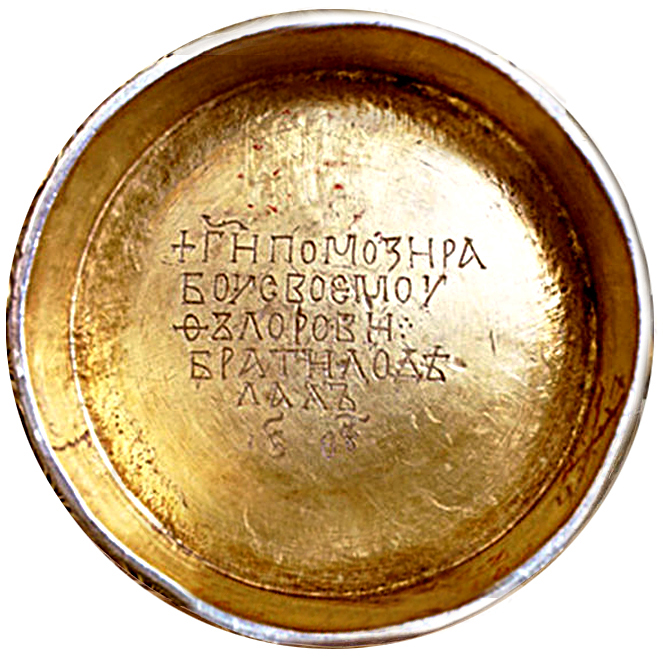
Авторская подпись с молитвой мастера Братилы на днище кратира

Мясоедов и Стерлигова занимались художественными и иконографическими особенностями новгородских кратиров и пришли к обоснованному выводу, что они сделаны русскими мастерами, которые испытывали серьезное влияние византийского искусства. В.Н. Лазарев и Бочаров считали, что на создание этих памятников влияла местная новгородская художественная школа.
2. В решении проблемы идентификации заказчиков кратиров ученые основывались на вкладных надписях, из которых следует, что кратир Косты был заказан неким Петром и его женой Марьей, а сосуд Братилы – Петрилой и его женой Варварой. Как в Ромейской империи, так и в Древней Руси такие вклады до XII века мог делать только князь или лицо, заменяющее по своему общественному положению князя. Исходя из этого положения исследователи видели (в соответствии с представлением о датировки памятников) разных новгородских посадников. Чаще всего заказ Братиле чаши приписывают Петрилу Микульчичу, который мог вложить кратир скорее всего в годы своего посадничества (1131–1134). Заказчиком кратира Косты видят, по предположению И.А. Стерлиговой, Петряту – третьего новгородского посадника, деятельность которого проходила на рубеже столетий. А.А. Гиппиус предположил, что этот кратир был заказан боярином Прусской улицы Петром Михалковичем в Софийский собор по случаю торжества, которое проходило в стенах собора, а именно – венчания дочери боярина Анастасии и князя Мстислава Юрьевича.

## Описание новгородских кратиров

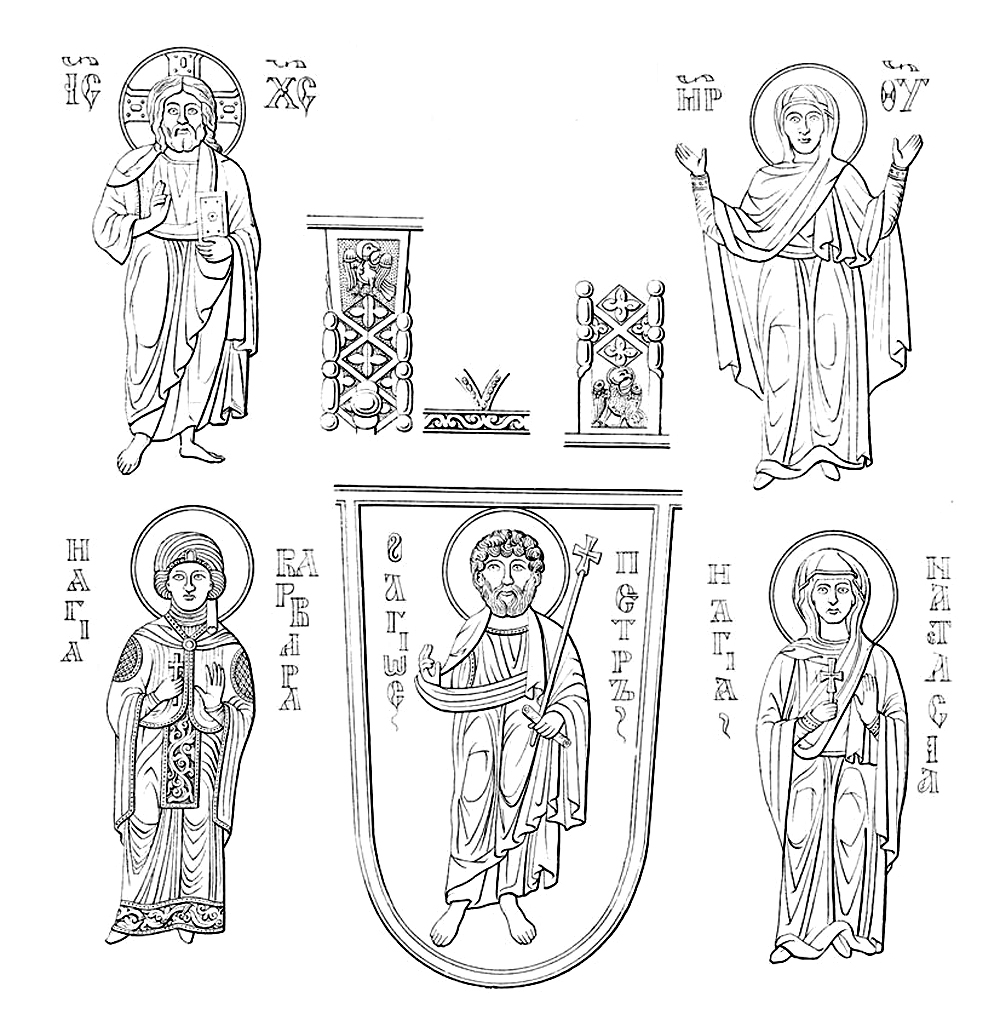
Рисунок с икон на кратирах Новгородского Софийского собора (Авторская подпись: Серебряная братина XV в. (хранится в новгородском Софийском соборе)). Рисунок Ф.Г. Солнцева из Альбома Древности Российского государства 1846—1853. Свв. Варвара, Анастасия, ап. Петр, Богоматерь, Господь Вседержитель

Новгородские кратиры – наиболее ранние из сохранившихся древнерусских причастных чаш. Их большой размер и архаичная форма, восходящая к античным ритуальным сосудам были необычными для древнерусской литургической практики. По преданию именно такой формы была Чаша на Тайной вечери, на которой состоялось первое Причастие.
По горизонтальной оси в плане кратир представляет собой сложную форму: два наложенных крест накрест квадрифолия. На 4 гладких выступах расширяющейся кверху фигурной чаши сделаны рельефные изображения в рост Иисуса Христа, Богоматери, апостола Петра и святой жены (на кратире мастера Косты это Анастасия, на чаше Братилы – Варвара).
На гранях между изображениями – чеканные флористические узоры и пальметты. Две большие литые ручки, вертикально прикрепленные от венчика до самого низа тулова чаши, украшены крупными цветками и отростками с тройными шариками на концах, воспроизводящими в соответствии с символикой причастного сосуда виноградные гроздья. На широком венце нанесены крупные резные с чернью евхаристические надписи, таким же образом сделаны вкладные надписи на гладком поддоне чаши. Верх
поддона обнимает бафт из чеканных костей.
Форма кратиров имеет аналогии среди византийских литургических сосудов VI–XII вв. Стиль лицевых изображений и тип орнаментации характерен для искусства византийского круга конца XI–первой трети XII в. Резной декор ручек (например, изображение птиц) имеют аналогии в произведениях древнерусского искусства XII века.

## Надписи новгородских кратиров
Согласно авторским подписям на днищах сосудов в научной литературе они получили соответствующие названия: «кратир Косты-Константина» и «кратир Братилы-Флора». Кроме того эти сосуды имеют и другие надписи: на венчике сосуда — новозаветный текст — призыв Христа приступать к причащению Его Плоти и Крови, этот текст является сутью Литургии (Евхаристии); на боках чаши — подписи к изображениям святых, Богородицы и Христа; на поддоне — имена дарителей (вкладчиков) этой чаши; на днище — молитва мастера чаши и его подпись.
По палеографическим признакам  эти надписи относятся к концу XI–1-й половине XII века, локальных языковых особенностей (новгородизмов) в них нет.
Для удобства сравнения все надписи на двух чашах сведены в таблицу:
| Характер надписей | Кратир Братилы   | Кратир Косты   |
| ----------------- | ---------------- | -------------- |
| Евхаристическая   | Bratila evharist | Kosta evharist |
| Иконографические  | Bratila ikona    | Kosta ikona    |
| Вкладная          | Bratila vklad    | Kosta vklad    |
| Авторская         | Bratila avtor    | Kosta avtor    |

## Литература и источники

Советская марка 1978 года с изображением кратира Братилы